# 三宅健
三宅健（日语：／ Miyake Ken，1979年7月2日—）為日本神奈川縣出身的男性偶像、演員及歌手，已解散的日本偶像團體V6的成員。血型O型。曾隸屬於傑尼斯事務所。現隸屬於TOBE。

## 經歷
- 1993年，由親戚遞交履歷表至傑尼斯事務所。2、3天後，強尼·喜多川社長親自打電話邀請去觀看SMAP演唱會。

- 剛作為小傑尼斯時，被社長免除舞蹈課，因為社長認為「YOUはビジュアルでいくから」（你，靠視覺上就可以了）[2]。

- 之後，與同樣是小傑尼斯的森田剛組成人氣組合「剛健コンビ」（剛健二人組，GOKEN）[3]。

- 1995年9月4日，16歲時，被選為世界杯排球赛首個官方應援團的6人組偶像團體・V6以及年少組・Coming Century的成員，並展開活動。

- 同年11月1日，與坂本昌行、長野博、井之原快彥、森田剛及岡田准一發行單曲「MUSIC FOR THE PEOPLE」並正式出道。

- 2003年，Coming Century 三人首次於電影『COSMIC RESCUE』擔當主演。

- 2005年4月，廣播節目『三宅健のラヂオ』開始播放，這是首次單獨主持廣播節目。

- 2006年，主演電影『親指さがし』（尋找大拇指），這是首次擔當電影主演。

- 2016年開始，在瀧澤演舞城演出。2018年與瀧澤秀明組成『KEN☆Tackey』，並在7月18日發行單曲「逆転ラバーズ」[4]。2018年12月，瀧澤於藝能界引退，活動半年的『KEN☆Tackey』也活動結束。

- 2021年11月1日，所屬團體V6解散，之後將以單獨藝人身份繼續藝能活動，並開設個人粉絲團及個人Instagram帳號。

- 2022年7月25日，個人音樂活動開始，宣布將於10月5日發行個人迷你專輯「NEWWW」和10月12日至11月11日舉辦巡迴演唱會「Ken Miyake NEWWW Live Tour 2022」[5]。並於同日開設Twitter帳號[6]。

- 2023年2月21日，發表將於同年5月2日離開傑尼斯事務所[7][8]。

- 2023年7月2日，正式加入前傑尼斯副社長瀧澤秀明成立的經紀公司TOBE[9]。

## 人物
- V6的分組方式，分為20th Century（坂本昌行、長野博、井之原快彥）與Coming Century（三宅健、森田剛、岡田准一）以年齡差距分組。

- 身高164cm，血型O型。

- 三宅健曾經在出道10週年握手會上遇到一位有聽覺障礙的歌迷。那位歌迷用手語對三宅健傳達訊息，可惜三宅健不懂手語無法用手語回覆歌迷。自此三宅健一直耿耿於懷，於是萌生起學習手語的念頭。因手語能力成熟，2016年獲邀擔任NHK電視台的里約帕運相關播報工作。[10]之後，也擔任過2018平昌冬季帕運以及2020年東京奧運相關電視節目播報員。[11][12]

- 由於祖父在美術館工作，因此接觸美術品的機會很多。即使成年後，也仍然常常參觀美術館。

- 由於喜歡玩紅白機遊戲「つっぱり大相撲」，因而對大相撲感興趣。自17歲開始，常常跑去兩國國技館觀看比賽。

- 從小學習少林寺拳法（日语：少林寺拳法）和游泳，擁有少林拳黑帶，游泳曾經參加過日本奧會為了培育未來奧運選手所舉辦的Junior Olympics（日语：ジュニアオリンピック），並獲得第三名。[13]在「校園瘋神榜MAX」，還跟日本知名游泳選手北島康介切磋過。

## 音樂作品
※ 有關V6身分之活動內容與作品，請參考「V6 (偶像團體)#音樂作品」項目。

### 個人

#### 傑尼斯事務所時期

##### 迷你專輯
| #   | 發行日        | 碟名  |
| --- | ------------- | ----- |
| 1st | 2022年10月5日 | NEWWW |

##### 線上歌曲
| #   | 發行日        | 名稱     |
| --- | ------------- | -------- |
| 1st | 2023年4月12日 | この中で |

##### 影像作品
| #   | 發行日        | 名稱                            |
| --- | ------------- | ------------------------------- |
| 1st | 2023年4月12日 | Ken Miyake NEWWW Live Tour 2022 |

#### TOBE時期

##### 線上單曲
| 發行日         | 名稱           |
| -------------- | -------------- |
| 2023年9月22日  | Ready to Dance |
| 2024年1月29日  | iDOLING        |
| 2024年10月25日 | スーパースター |
| 2025年2月10日  | taxi           |

##### 專輯
| #   | 發行日       | 名稱     |
| --- | ------------ | -------- |
| 1st | 2024年6月5日 | THE iDOL |

### Coming Century（Comicen）
V6 這個團體又可分為兩個子團體，會各自以子團體的名義，發行單曲、專輯或舉辦巡迴演唱會，而由森田剛、三宅健與岡田一三人組成的子團體名為「Coming Century」，通常暱稱為「Comicen」（カミセン，或是 CC）。直至 2021 年，Comicen 已發行一張專輯、兩張單曲，一張精選集，以及兩張演唱會DVD（詳列於下）。

#### 單曲
- 1998年 夏のかけら (夏天的碎片) （AVDD-20238）
- 2001年 GET SET... GO! ：該專輯乃為配合主持之節目，故以MiMyCen之名義推出。（RRCD-85300）

#### 專輯
- 2002年 Best of Coming Century -Together- （AVCD-17228，精選集）
- 2009年 Hello-Goodbye（AVCD-23928）

#### 演唱會DVD
- 1997年 SKY （AVVD-90037/AVBD-91031）
- 1998年 ?-question- （AVVD-90047/AVBD-91033）
- 2009年 20th Century LIVE TOUR 2009 HONEY HONEY HONEY/We are Coming Century Boys LIVE Tour 2009 （AVBD-91742）

### Solo曲

#### CD收錄曲
- SUPER FLY（1998）
- 夕暮れオレンジ（2007）
- 4U（2009）
- "悲しいほどにア・イ・ド・ル"〜ガラスの靴〜（2010）

#### 翻唱曲
- Coming Century「HAVE A SUPER GOOD TIME」 - 收錄於影音作品『LOVE&LIFE 〜V6 SUMMER SPECIAL DREAM LIVE 2003〜』
- Mr.Children「こんな風にひどく蒸し暑い日」 - 收錄於影音作品『10th Anniversary CONCERT TOUR 2005 "musicmind"』

## 演唱會
| 年份 | 名稱                            | 規模        | 地點                               |
| ---- | ------------------------------- | ----------- | ---------------------------------- |
| 2022 | Ken Miyake NEWWW Live Tour 2022 | 8城市10公演 | 10月12日 - 13日 東京Garden Theater |
| 2022 | Ken Miyake NEWWW Live Tour 2022 | 8城市10公演 | 10月17日 - 18日 Grand Cube大阪     |
| 2022 | Ken Miyake NEWWW Live Tour 2022 | 8城市10公演 | 10月24日 日本特殊陶業市民会館      |
| 2022 | Ken Miyake NEWWW Live Tour 2022 | 8城市10公演 | 10月31日 仙台SUNPLAZA              |
| 2022 | Ken Miyake NEWWW Live Tour 2022 | 8城市10公演 | 11月5日 神奈川縣民Hall             |
| 2022 | Ken Miyake NEWWW Live Tour 2022 | 8城市10公演 | 11月8日 神戶國際會館               |
| 2022 | Ken Miyake NEWWW Live Tour 2022 | 8城市10公演 | 11月9日 羅姆劇場京都               |
| 2022 | Ken Miyake NEWWW Live Tour 2022 | 8城市10公演 | 11月11日 福岡太陽宮                |

## 重要演出

### 戲劇作品
- 人間・失格～たとえばぼくが死んだら（1994年，TBS）- 中西康介
- とっても母娘（1995年，TBS）- 渋田俊介
- 負けてたまるか! 100円おばちゃん（1995年4月17日，TBS）- 矢野宏樹
- V之炎（1995年，富士電視台）- 三宅健（V6主演）
- 夢幻料理人（1995年，日本電視台）- 市川健
- 銀狼怪奇（1996年，日本電視台）- 藥師寺力
- 金田一少年事件簿 - 異人館旅館殺人事件 （1996年8月31日，日本電視台）- 藥師寺力
- 女優X（1996年12月27日，TBS） - 伊藤佐喜雄
- 名探偵 保健室のオバさん（1997年，朝日電視台） - 神宮寺尊
- 打工瘋神榜（PU-PU-PU，1998年10月 - 12月，TBS）- 主演・楠木陸男（Coming Century主演）
- 新·我們的旅程Ver.1999（1999年，日本電視台）- 主演・ 中谷隆夫（Coming Century主演）
- バーチゃルガール（Virtual Girl 虛擬少女，2000年，日本電視台）- 依田光浩
- 天国に一番近い男 教師編 第1話（2001年4月13日，TBS）- 三宅健
- NEVER LAND （2001年，TBS）- 主演・依田光浩（與今井翼雙主演）
- 明るいほう明るいほうヘ（邁向光明方向，2001年8月27日，TBS）- 上山正祐
  - 明るいほうへ明るいほうへ 特別編（2002年1月4日）
- 私の青空2002（我的青空2002，2002年，NHK綜合）- 佐藤猛
- 演技者。/劇団演技者。（富士電視台）
  - 「TEXAS」（2002年）- 主演・遠藤マサル
  - 「14歳の国」（2003年）- 主演・アキツ
  - 「雨が来る」（2004年）- 主演・安部
  - 「ビューティフル・サンデイ」（2005年）- 主演・小笠原浩樹
- マルサ!!（2003年，富士電視台）- 富永満
- ほっとけない魔女たち（無法放任不管的魔女們，2014年，東海電視台製作・富士電視台）- 近藤マモル
- 小荳荳！（2017年，朝日電視台）- 久松勇 [15]
- セミオトコ（蟬男，2019年，朝日電視台）- 大川健太[16][17]
- 黒鳥の湖（黑天鵝湖，2021年7月 - 8月，WOWOW）- 若院[18][19]
- Boyfriend降臨!（2022年10月15日 - 12月17日，朝日電視台）- 榎田要[20]

### 電影作品
- COSMIC RESCUE（2003年7月11日上映）- 江口亮（Coming Century主演）[21]
- Hard Luck Hero（2003年9月28日上映）- 工藤ユウジ（V6主演）[21]
- Hold Up Down（2005年10月28日上映）- 佐川豊（V6主演）[22]
- 親指さがし（2006年8月26日上映）- 主演・沢武 [23]
- 海岸村的日出日落（2025年1月17日上映） - 高森武[24]

### 舞台劇
- 「二万七千光年の旅～世紀末の少年～」（2000年10月，舞台劇第一次主演）- 主演・無名人
- 「卒業～THE GRADUATE～」（2004年4月－5月） - 主演・ベンジャミン
- 「第32進海丸」（2006年6月－7月） - 主演・牧野サトル
- 「殺人者」（2007年2月19日 - 3月11日，東京 / 3月16日 - 18日，大阪） - 主演・松田勝
- 「第17捕虜収容所」（2008年5月19日 - 6月8日，東京 / 06月13日 - 15日，大阪） - 主演・セフトン
- 「ULTRA PURE!」（2010年3月8日 - 22日，東京 / 04月9日 - 11日，大阪）- 主演・沢田俊太郎
- 「LOVELY BABY」（2011年10月28日 - 11月13日，東京グローブ座 / 11月17日 - 20日，大阪シアター・ドラマシティ）- 主演・恋司
- 「SOME GIRL[S]」（2013年10月25日 - 11月10日，東京グローブ座 / 11月14日 - 17日，大阪シアター・ドラマシティ）- 主演・男
- 「炎立つ」（2014年8月9日 - 31日，東京 / 09月3日 - 04日，愛知 / 09月6日 - 07日，広島 / 09月10日 - 15日，兵庫 / 09月20日 - 21日，岩手）- イエヒラ
- 「滝沢歌舞伎 2016」（2016年4月10日 - 5月15日，新橋演舞場）[25]
- 「滝沢歌舞伎 2017」（2017年4月6日 - 5月14日，新橋演舞場）[26]
- 「滝沢歌舞伎 2018」（2018年4月5日 - 5月13日，新橋演舞場 / 6月4日 - 30日，御園座）[27]
- 「二十日鼠と人間」（2018年10月3日 - 11月28日，東京グローブ座 / 11月8日 - 11日，大阪森ノ宮ピロティホール）- 主演・ジョージ[28]
- 六本木歌舞伎 第3弾「羅生門」（2019年2月22日 - 3月10日，EXシアター六本木 / 3月13日 - 17日，オリックス劇場 / 3月21日 - 24日，わくわくホリデーホール）[29]
- 「藪原検校」（2021年2月10日 - 3月7日，PARCO劇場 / 3月9日 - 10日，日本特殊陶業市民会館・ビレッジホール / 3月13日 - 14日，石川県こまつ芸術劇場うらら / 3月18日 - 21日，京都芸術劇場・春秋座） - 塙保己一[30]
- 「陰陽師」（2022年2月 - 3月，新橋演舞場 / 京都・南座）- 主演・安倍晴明[31]
- 奏劇 vol.2『Trio～君の音が聴こえる』（2022年12月15日 - 24日、よみうり大手町ホール / 2023年1月28・29日、森ノ宮ピロティホール）- 主演・サム[32]
- 劇団☆新感線「ミナト町純情オセロ～月がとっても慕情篇～」（2023年3月10日 - 28日、東京建物 Brillia HALL / 4月13日 - 5月1日、COOL JAPAN PARK OSAKA WWホール）- 主演・亜牟蘭オセロ[33]

### 電視節目
- NHKみんなの手話（2014年4月 - 2023年3月，NHK教育頻道） - 主持人[34]
- みんなで応援!リオパラリンピック（2016年9月9日 - 20日，NHK教育頻道） - 主持人[10]
- みんなで応援!ピョンチャンオリンピック（2018年2月18日，25日，NHK綜合頻道） - 主持人[35]
- みんなで応援!ピョンチャンパラリンピック（2018年3月10日 - 19日，NHK綜合頻道） - 主持人[35]
- 東京2020オリンピック みんなでハイライト（2021年8月1日、8月7日，NHK綜合頻道） - 主持人[36]

### 動畫配音
- ONE PIECE（2019年） - 囚人，村人，副音聲[37]

### 廣播
- カミセンミュージアム（1996年4月－2004年9月，日本放送）
- 三宅健のラヂオ（2005年4月－2023年3月，bayfm）

## 外部連結
- 官方網站 （页面存档备份，存于） - TOBE
- 傑尼斯事務所官網>三宅健 （页面存档备份，存于）
- Avex V6 官方網站（页面存档备份，存于）（日語）
- Avex V6 Official Website（日語）
- Johnnys net（傑尼斯官網）（页面存档备份，存于）（日語）
- 傑尼斯事務所官網>V6專頁（页面存档备份，存于）
- 愛貝克思股份有限公司
- 三宅健のラヂオ 官方網站 （页面存档备份，存于）（日語）
- 三宅健的X（前Twitter）
- 三宅健的Instagram帳戶
- YouTube上的三宅健頻道
- 三宅健在互联网电影资料库（IMDb）上的資料（英文）